# PlayStation 2のゲームタイトル一覧
PlayStation 2のゲームタイトル一覧（プレイステーションツーのゲームタイトルいちらん）では、PlayStation 2対応として日本国内で発売した全2927タイトルのゲームソフトを発売順に列記する。

## 特徴
PlayStation 2は、ソニー・コンピュータエンタテインメント（以下、SCE）からPlayStationの後継機として2000年3月4日に日本で発売され、『リッジレーサーV』など10作品がローンチタイトルとして発売された。前世代機のPlayStationは世界初のリアルタイム3DCGに対応していたものの、グラフィックの粗さが課題となっていたため、PlayStation 2では独自開発したGPUのグラフィックスシンセサイザー（GS）を搭載してグラフィックの質を向上させ、3DCGのゲームのすそ野を広げた。具体的には、リアルなグラフィックを実現したり（例：『ファイナルファンタジーX』、『ドラゴンクエストVIII 空と海と大地と呪われし姫君』）、多数の敵を撃破する爽快感を演出する（例：『真・三國無双』）、モーションキャプチャの導入（例：『鬼武者』）といったことがあげられる。また、SCE作品からも『ラチェット&クランク』（2002年12月3日）や『SIREN』（2003年11月6日発売）といったヒット作も誕生した。
加えて、通信事業者によるPlayStation 2向けのオンラインサービス（例：マルチマッチング）や、携帯電話向けサービスiモードとの連携（例：『ギャロップレーサー5』）など、ゲームとインターネットとの接続を模索する動きが出てきた。そして、2002年にはMMORPG『ファイナルファンタジーXI』がサービスを開始したことでこのジャンルが普及し、以降も『信長の野望 Online』（2003年6月12日）や『モンスターハンター』（2004年3月11日）といったオンライン作品が相次いで登場した。
PlayStation 2においても遊びの拡張は続いていた。たとえば、2003年に発売された『オペレーターズサイド』は、音声認識機能を用いた作品としては珍しく、プレイヤーがオペレータとしてヒロインに指示を送るシステムが話題を呼んだ。とはいえ、音声入力の内容に限りがあったことに加え、自然言語の認識率の低さとゲーム性にも影響を与え、遊びにくいと感じるプレイヤーもいたという。このほかにも、カメラ型の入力機器EyeToyが発売された。
このようなPlayStation 2の持ち味を引き出すには高度な技術が必要とされており、マルチプラットフォームタイトルにおいては他機種版よりもグラフィックが見劣りしてしまうことがあった。また、ソフトの開発費用が前世代機であるPlayStationよりもさらに膨れ上がっており、持続可能な開発環境を守るために会社を他社へ売却した例もあった。
一方、他プラットフォームからの移植においては、移植元ハードとの差に苦労したり、ハード性能の向上が思わぬ結果を招いたケースもあった。
また、PS2はソニー製ハードでPS1と同様にリージョンロック制度をゲームソフトにも採用していた最後のハードとなったことから、洋ゲーや輸入ソフトの流通量を制限し、大半のオンライン対応タイトルで海外の人とマッチングできない問題も生じたことから、PSPによってリージョンロックは撤廃されることとなる。ただし、PSP以降もPlayStation Storeで購入したDLCに関してはリージョンロックやディスク認証が必要になる。
日本のゲームは国外にも輸出されており、前述の『ドラゴンクエストVIII 空と海と大地と呪われし姫君』のように丁寧なローカライズによって成功を収めた作品もあれば、『Mobile Light Force』シリーズのように無茶なローカライズによって現地のユーザーを遠ざけてしまった例もあった。逆に、日本国外の作品をローカライズするにあたって内容を差し替えたケース（例：『デストロイ オール ヒューマンズ!』）もあった。また、『サルゲッチュ2』のように輸出先の地域が多くローカライズに時間がかかってしまったケースもあった。
日本国外において、欧米では脱獄犯の生きざまを描いた『グランド・セフト・オートIII』（2001年10月22日）が、自由度の高さと暴力性ゆえに論争を巻き起こしつつもオープンワールドというジャンルを盛り上げるほどの人気を博し、2003年には日本語版も発売された。また、アメリカではスポーツゲームが人気を博していた。一方、SCEの元社員である吉田修平によると、SCEとそのアメリカ法人はPlayStation 2への移行準備が不十分だったため、短期間での移行に悪戦苦闘したものの、MLBシリーズのように生き残れた作品もあったという。
韓国ではPlayStation 2用ソフトをパソコン向けに違法コピーしている販売業者が多かったが、2002年には正規の発売を実現した。
中国でも2003年にPlayStaiton 2が発売されたものの、青少年の健康を配慮するという目的で2000年に「電子ゲーム経営場所の整頓に関する意見」（关于开展电子游戏经营场所专项治理的意见）を発表する形で家庭用ゲーム機の販売を原則禁止にしたことが原因で宣伝ができなかったうえ、海賊版が横行し、販売地域も上海と広州に限られたため、数千台しか売れなかったという。また、それ以外の地域でも海賊版が見つかり、正規品の販売元が注意喚起を行った例もあった。
その後、次世代機PlayStation 3と携帯機PlayStation Portableの登場に伴い、従来機PlayStation 2用の新規ソフトの発売は次第に減少していき、やがて2012年には新規ソフトの発売が途絶え、同年12月に本体の製造が終了となった直後の2013年3月に発売された追加ディスク『ファイナルファンタジーXI アドゥリンの魔境』が発売され、日本国内における事実上最後の新規ソフトとなった。また、PlayStation 2全体においては、欧州のみで発売されたPro Evolution Soccer 2014が最後となった。
2013年まで発売されたPlayStation 2用ソフトの一部は『新世紀エヴァンゲリオン2』や、『アーマード・コア3 サイレントライン』のように、PlayStation Portableに移植された上、ウイニングイレブンやパワフルプロ野球のようにゲームエディターそのものをPSP版と流用したケースも存在。また、一部のソフトはPlayStation Plusなどのダウンロードサービスを通じて様々なプラットフォームに展開されており、『Jak X: Combat Racing』のようにオリジナル版が日本未発売の作品が日本向けに配信された例もあった。
その一方で、他機種への移植を想定せずに調整がなされていたため、中にはPlayStation 2から13年後に発売されたPlayStation 4であっても処理落ちするタイトルがあるなど、PlayStation 2の特殊性が移植やリマスターに影響を及ぼしたことが指摘された。また、PlayStation 3の一部機種にはPlayStation 2との互換性が設けられていたものの、PlayStation 3本体のシステムソフトウェアのバージョンによっては不具合が出てしまう例もあった。このほかにも、開発データの散逸（例：『トリガーハート エグゼリカ エンハンスド』）が移植の障壁となることもあった。
2007年以前に発売されたゲームソフトについては以下の各項目を参照。なお、データは全て日本のもの。
- 2000・2001年（2000年全122本、2001年全228本）
- 2002年（全346本）
- 2003年（全453本）
- 2004年（全465本）
- 2005年（全460本）
- 2006年（全339本）
- 2007年（全241本）

## 2008年（全149タイトル）
| 発売日   | タイトル | 発売元                                 | 備考 |
| -------- | --- | -------------------------------------- | --- |
| 1月17日  | ドリフトナイツ:Juiced2                                                                                               | THQジャパン                            | 車のカスタマイズを売りとした3Dレースゲーム。 |
| 1月17日  | School Days L×H | インターチャネル・ホロン               | PCゲーム『School Days』の移植版。 |
| 1月24日  | TOCAレースドライバー3ジアルティメットレーシングシミュレータ                                                          | インターチャネル・ホロン               | 周辺機器GT force Proに対応。 |
| 1月24日  | らき☆すた 〜陵桜学園 桜藤祭〜                                                                                        | 角川書店                               | 漫画『らき☆すた』のゲーム化。 |
| 1月31日  | IZUMO2 -学園狂想曲- ダブルタクト                                                                                     | GNソフトウェア                         | 『IZUMO 猛き剣の閃記』の続編。 |
| 1月31日  | 太平洋の嵐 〜戦艦大和、暁に出撃す〜                                                                                  | システムソフト・アルファー             | 太平洋戦争を題材とした戦略シミュレーションゲーム。 |
| 1月31日  | XYANIDE -ザイナイド-                                                                                                 | アーテイン                             | 全方位3Dシューティングゲーム。 |
| 1月31日  | テイルズ オブ デスティニー ディレクターズカット                                                                      | バンダイナムコゲームス                 | 『テイルズ オブ デスティニー 』の内容強化版で、Web連動だった特典を最初から遊べるようにしている。                                                                                              |
| 1月31日  | 涼宮ハルヒの戸惑 | バンプレスト                           | 『涼宮ハルヒの憂鬱』のゲーム化であり、ゲーム制作を題材としている。 |
| 1月31日  | ニード・フォー・スピード プロストリート                                                                              | エレクトロニック・アーツ               | ニード・フォー・スピードシリーズの一作品で、シリーズとしては珍しく行動ではなくサーキットを舞台としている                                                                                      |
| 1月31日  | ユア・メモリーズオフ〜Girl's Style〜                                                                                 | 5pb.                                   | 『メモリーズオフ』の精神的続編。 |
| 2月7日   | プリンセスメーカー5                                                                                                  | サイバーフロント                       | プリンセスメーカーシリーズ第5弾。 |
| 2月7日   | トランスフォーマー THE GAME                                                                                          | アクティビジョン                       | 映画『トランスフォーマー』のゲーム化。 |
| 2月14日  | エビコレ+ キミキス                                                                                                   | エンターブレイン                       | 『キミキス』の改良廉価（eb! collection plus）版 |
| 2月14日  | WWE2008 SmackDown vs Raw                                                                                             | THQジャパン                            | WWEを題材としたプロレスゲーム。 |
| 2月14日  | 実戦パチスロ必勝法!Selection〜サラリーマン金太郎・スロッター金太郎・俺の空〜                                         | セガ                                   | サミーのパチスロ機『サラリーマン金太郎』、『スロッター金太郎』、『俺の空』のシミュレーター。                                                                                                  |
| 2月14日  | POISON PINK | バンプレスト                           | 多くの魔神が住まう獄界ベセクの探検を描いたシミュレーションRPG。 |
| 2月14日  | D.C. 〜ダ・カーポ〜 the Origin                                                                                       | ブロッコリー                           | PCゲーム『D.C. 〜ダ・カーポ〜』の移植版。 初回限定版あり |
| 2月21日  | スタントマン:イグニッション                                                                                          | THQジャパン                            | スタントマンを題材としたアクションゲーム。 |
| 2月21日  | NiGHTS into Dreams...                                                                                                | セガ                                   | 初回限定版あり |
| 2月21日  | Dance Dance Revolution SuperNOVA2                                                                                    | コナミデジタルエンタテインメント       | アーケード版および新規楽曲合わせて70曲以上を収録。 |
| 2月21日  | ぱちんこ仮面ライダー ショッカー全滅大作戦 パチってちょんまげ達人14                                                   | ハックベリー                           | パチンコ機『CRぱちんこ仮面ライダー ショッカー全滅大作戦』のシミュレーター |
| 2月21日  | ラスト・エスコート2 〜深夜の甘い棘〜                                                                                 | ディースリー・パブリッシャー           | ラスト・エスコートシリーズ第2弾で、前作との連動要素あり。 Gorgeous版あり |
| 2月28日  | 吸血奇譚 ムーンタイズ                                                                                                | インターチャネル・ホロン               | 吸血鬼の当主の血を引く主人公を描いたアドベンチャーゲーム。 初回限定版あり |
| 2月28日  | ガンダム無双 Special                                                                                                 | バンダイナムコゲームス                 | PlayStation 3用ソフト『ガンダム無双』の移植版。 |
| 2月28日  | トリノホシ 〜Aerial Planet〜                                                                                         | 日本一ソフトウェア                     | 未開の惑星をグライダーで探検するアドベンチャーゲーム |
| 2月28日  | ナイトウィザード The VIDEO GAME 〜Denial of the World〜                                                              | 5bp.                                   | TRPG『ナイトウィザード』のコンピュータゲーム化。 初回限定版あり |
| 2月28日  | Φなる・あぷろーち2 〜1st priority〜                                                                                  | プリンセスソフト                       | 『Φなる・あぷろーち』の続編。初回限定版あり |
| 2月28日  | プティフール | アイデアファクトリー                   | 料理店の経営を描いた女性向け恋愛アドベンチャーゲーム。 限定版あり |
| 2月28日  | 放課後は白銀の調べ                                                                                                   | ディンプル                             | 女性の退魔師が男装して男子校に潜入する女性向け恋愛アドベンチャーゲーム。 初回限定版あり |
| 3月6日   | ギターヒーロー3 レジェンド オブ ロック                                                                               | アクティビジョン                       | ワイヤレスクレイマーストライカーコントローラー専用。 |
| 3月6日   | 奈落の城 一柳和、2度目の受難                                                                                         | 日本一ソフトウェア                     | 『雨格子の館』の続編。 |
| 3月6日   | 信長の野望・革新 with パワーアップキット                                                                             | コーエー                               | 『信長の野望・革新』の内容強化版。 |
| 3月13日  | 大都技研公式 パチスロシミュレーター 新・吉宗                                                                         | パオン                                 | パチスロ機『新・吉宗』のシミュレーター。 |
| 3月13日  | ウイニングポスト7 マキシマム2008                                                                                     | コーエー                               | 『ウイニングポスト7』のデータ更新版。 |
| 3月13日  | 12RIVEN -the Ψcliminal of integral-                                                                                  | サイバーフロント                       | 『Infinity』シリーズのスタッフによるアドベンチャーゲーム。サウンドトラック同梱版あり |
| 3月26日  | 信長の野望 Online 争覇の章                                                                                           | コーエー                               | 『信長の野望Online』の拡張パック |
| 3月27日  | セガエイジス2500シリーズVol.32 ファンタシースターコンプリートコレクション                                            | セガ                                   | ファンタシースターシリーズ初期4部作およびゲームギア用ソフト2作を収録。 |
| 3月27日  | ネオ アンジェリーク フルボイス                                                                                       | コーエー                               | 『ネオ アンジェリーク』の内容を強化した廉価版。スーパープレミアムBOXあり、プレミアムBOXあり                                                                                                   |
| 3月27日  | 君が主で執事が俺で〜お仕え日記〜                                                                                     | みなとすてーしょん                     | PCゲーム『君が主で執事が俺で』の移植版。初回限定版あり |
| 3月27日  | ギルティギア イグゼクス アクセントコア プラス                                                                        | アークシステムワークス                 | 『GUILTY GEAR XX』のバージョンアップ版第4弾。アペンド版あり |
| 3月27日  | コードギアス 反逆のルルーシュ LOST COLORS                                                                            | バンダイナムコゲームス                 | テレビアニメ『コードギアス 反逆のルルーシュ』題材としたアドベンチャーゲーム。 |
| 3月27日  | Tomb Raider Anniversary                                                                                              | スパイク                               | 『トゥームレイダー』のリメイク。 |
| 3月27日  | エルミナージュ 〜闇の巫女と神々の指輪〜                                                                              | スターフィッシュ                       | 剣と魔法の世界を舞台としたRPG |
| 4月1日   | プロ野球スピリッツ5                                                                                                  | コナミデジタルエンタテインメント       | 『プロ野球スピリッツ』シリーズの1作品で、2008年時点のデータを搭載。 |
| 4月3日   | 無双OROCHI 魔王再臨                                                                                                  | コーエー                               | 『無双OROCHI』の内容強化版。プレミアムBOXあり |
| 4月10日  | 神曲奏界ポリフォニカ 0〜4話フルパック                                                                                | ビジュアルアーツ                       | 『神曲奏界ポリフォニカ』2作品を1つにまとめた作品。 |
| 4月10日  | バトルオブサンライズ                                                                                                 | サンライズインタラクティブ             | アニメ会社サンライズ30周年を記念したクロスオーバー作品。 |
| 4月17日  | ほしがりエンプーサ                                                                                                   | TAKUYO                                 | 同名PCゲームの移植版 |
| 4月24日  | H2Oプラス | 角川書店                               | PCゲームの移植版。DXパックあり |
| 4月24日  | エーデルブルーメ | アイディアファクトリー                 | 輪廻を題材としたファンタジーホラーアドベンチャー。限定版あり |
| 4月24日  | プリズム・アーク-アウェイク-                                                                                         | 5gk.                                   | PCゲーム『プリズム・アーク』の移植版。初回限定版あり |
| 5月15日  | アオイシロ | サクセス                               | 『アカイイト』の姉妹作。初回限定版あり |
| 5月15日  | スロッターUPコア10 マッハGoGoGo2                                                                                     | ドラス                                 | パチスロ機『マッハGoGoGo2』のシミュレーター。 |
| 5月22日  | スロッターUPマニア10 パイオニアスペシャルIII                                                                         | ドラス                                 | パチスロ機『華一番』と『ニューハナハナ』のシミュレーター。 |
| 5月22日  | プリンセスナイトメア                                                                                                 | ヴューズ                               | 吸血鬼を題材としたアドベンチャーゲーム。 |
| 5月29日  | D.C.II P.S. 〜ダ・カーポII〜 プラスシチュエーション                                                                  | 角川書店                               | PCゲーム『D.C.II』の移植版。 |
| 5月29日  | ふしぎ遊戯 朱雀異聞                                                                                                  | アイディアファクトリー                 | 漫画『ふしぎ遊戯 』のゲーム化。限定版あり |
| 5月29日  | 花宵ロマネスク 愛と哀しみ-それは君のためのマリア                                                                     | マーベラスエンターテイメント           | 同名携帯電話向けアプリの移植版。 初回限定版あり |
| 5月29日  | マナケミア2 〜おちた学園と錬金術士たち〜                                                                             | ガスト                                 | 『マナケミア』の続編。限定版あり |
| 5月29日  | 終末少女幻想アリスマチック 〜Apocalypse〜                                                                            | ラッセル                               | PCゲーム『終末少女幻想アリスマチック』からの移植版で、ファンディスク『キャラメルBOX やるきばこ2 エピソードV:やるきねこの逆襲』を初出とする追加シナリオも収録されている。初回限定版あり        |
| 5月29日  | 咎狗の血 True Blood                                                                                                  | 角川書店                               | 自らの冤罪を晴らすために犯罪組織と対決する主人公を描いたアドベンチャーゲーム。 Limited Editionあり                                                                                            |
| 5月29日  | beatmaniaIIDX14 GOLD                                                                                                 | コナミデジタルエンタテインメント       | アーケードゲームからの移植。特別版コンプリートセットあり、特別版あり |
| 6月5日   | 大奥記 | グローバル・A・エンタテインメント      | 大奥を題材としたシミュレーションゲーム。 |
| 6月5日   | 山佐DigiワールドコラボレーションSP パチスロ リッジレーサー                                                           | バンダイナムコゲームス                 | パチスロ機『パチストリッジレーサー』のシミュレーター。 |
| 6月19日  | ソラユメ | 拓洋興業                               | 悪魔に願いをかなえられてしまった少女を描いたアドベンチャーゲーム。 |
| 6月19日  | 遙かなる時空の中で4                                                                                                  | コーエー                               | 異世界出身の主人公が故郷再建のために奔走するアドベンチャーゲーム。 トレジャーBOXあり、プレミアムBOXあり                                                                                       |
| 6月26日  | ARIA The ORIGINATION 〜蒼い惑星のエルシエロ〜                                                                        | アルケミスト                           | 漫画『ARIA』の第1巻から第10巻をゲーム化。限定版あり |
| 6月26日  | 戦国BASARA X | カプコン                               | 同名アーケードゲームの移植版。 |
| 6月26日  | NEOGEOオンラインコレクション ザ・キング・オブ・ファイターズ'98アルティメットマッチ                                   | SNKプレイモア                          | ネオジオソフト『ザ・キング・オブ・ファイターズ'98アルティメットマッチ』の移植版。 |
| 6月26日  | NEOGEOオンラインコレクション サンソフトコレクション                                                                  | SNKプレイモア                          | ネオジオ用ソフト『ギャラクシーファイト』および『わくわく7』を収録。 |
| 6月26日  | 必勝パチンコ★パチスロ攻略シリーズ Vol.12 CR新世紀エヴァンゲリオン 〜使徒、再び〜                                     | ディースリー・パブリッシャー           | パチスロ機『CR新世紀エヴァンゲリオン 〜使徒、再び〜』のシミュレーター。 |
| 7月3日   | -invisible memories-                                                                                                 | 5pb                                    | 『Lの季節』の続編。初回限定版あり |
| 7月3日   | SIMPLE2000シリーズ Vol.123 THE オフィスラブ事件慕 〜令嬢探偵〜                                                       | ディースリー・パブリッシャー           | 推理と恋愛を組み合わせたアドベンチャーゲーム。 |
| 7月3日   | ラチェット&クランク5 激突!ドデカ銀河のミリミリ軍団                                                                   | ソニー・コンピュータエンタテインメント | 同名PlayStation Portable用ソフトの移植版。 |
| 7月10日  | ペルソナ4 | アトラス                               | ペルソナシリーズ第4作 北米においては"Shin Megami Tensei"ブランド一環として、"Shin Megami Tensei: Persona 4"という題名で発売された。                                                           |
| 7月17日  | 「っポイ!」 ひと夏の経験!?                                                                                           | アイディアファクトリー                 | 漫画『っポイ!』のゲーム化。限定版あり |
| 7月24日  | 実況パワフルプロ野球15                                                                                               | コナミデジタルエンタテインメント       | 実況パワフルプロ野球シリーズとしては最後のナンバリング作品。 |
| 7月24日  | NEOGEOオンラインコレクション サムライスピリッツ 六番勝負                                                             | SNKプレイモア                          | サムライスピリッツシリーズのうち、ネオジオ向け6作品を収録。 |
| 7月24日  | BULLY | ベセスダ・ソフトワークス               | 学園を舞台とした箱庭系アドベンチャーゲーム。 |
| 7月31日  | かのこん えすいー | 5pb.                                   | メディアミックス作品『かのこん』のゲーム化。限定版あり |
| 7月31日  | 銀のエクリプス | オークス                               | PCゲーム『FANATICA』のリメイク。初回限定版あり |
| 7月31日  | drastic Killer | バンダイナムコゲームス                 | 特殊能力開花のために愛のエナジーを集める主人公を描いた恋愛アドベンチャーゲーム。 エクセレントBOXあり                                                                                          |
| 7月31日  | ほしフル 〜星の降る街〜                                                                                              | ピアッチ                               | PCゲームの移植版。限定版あり |
| 8月7日   | 蒼黒の楔 〜緋色の欠片3〜                                                                                             | アイディアファクトリー                 | 緋色の欠片シリーズ第3弾。限定版あり |
| 8月7日   | true tears 〜トゥルーティアーズ〜                                                                                    | Sweets                                 | PCゲームの移植版。 |
| 8月14日  | あかね色に染まる坂 ぱられる                                                                                          | GNソフトウェア                         | PCゲーム『あかね色に染まる坂』の関連作品。限定版あり |
| 8月21日  | Jリーグウイニングイレブン2008 クラブチャンピオンシップ                                                               | コナミデジタルエンタテインメント       | 『ワールドサッカー ウイニングイレブン2008』のクラブチーム版。 |
| 8月21日  | シークレットゲーム -KILLER QUEEN-                                                                                    | ヴューズ                               | 同人ゲーム『キラークイーン』のリメイク。初回限定版あり |
| 8月21日  | メモリーズオフ6 〜T-wave〜                                                                                           | 5pb.                                   | メモリーズオフシリーズの制作が5pb.に移行してから初のナンバリング作品。限定版あり |
| 8月28日  | 家庭教師ヒットマンREBORN! 狙え!?リング×ボンゴレトレーナーズ                                                          | マーベラスエンターテイメント           | 漫画『家庭教師ヒットマンREBORN！』のゲーム化。 |
| 8月28日  | ピヨたん 〜お屋敷潜入☆大作戦〜                                                                                       | プロトタイプ                           | PCゲームからの移植。 |
| 8月28日  | 魔人探偵脳噛ネウロ バトルだヨ! 犯人集合!                                                                             | コンパイルハート                       | 漫画『魔人探偵脳噛ネウロ』のゲーム化。初回限定版あり |
| 8月28日  | よつのは 〜a journey of sincerity〜                                                                                  | ヴューズ                               | PCゲームの移植版。初回限定版あり |
| 9月4日   | アルティメットヒッツ ダージュ オブ ケルベロス ファイナルファンタジーVII インターナショナル                           | スクウェア・エニックス                 | 北米版『ダージュ オブ ケルベロス ファイナルファンタジーVII』をもとにリニューアルした作品 |
| 9月11日  | セガエイジス2500シリーズVol.33 ファンタジーゾーンコンプリートコレクション                                            | セガ                                   | 『ファンタジーゾーン』シリーズ4作品および姉妹作品2作品、およびそれらの日本国外版も含め合計11作品を収録。                                                                                      |
| 9月11日  | D.Gray-man 奏者ノ資格                                                                                                | コナミデジタルエンタテインメント       | 漫画『D.Gray-man』のゲーム化。 |
| 9月18日  | 薄桜鬼 〜新選組奇譚〜                                                                                                | アイディアファクトリー                 | 『薄桜鬼』シリーズ第1作。限定版あり |
| 9月18日  | CAPCOM VS. SNK 2 MILLIONAIRE FIGHTING 2001 ストリートファイターIII 3rd STRIKE -Fight for the Future- バリューパック  | カプコン                               | カプコンによるバリューパック第1弾。 |
| 9月18日  | ジーワンジョッキー4 2008                                                                                             | コーエー                               | 『Winning Post ７ MAXIMUM2008』との連携および、同作とのツインパックあり |
| 9月18日  | ハイパーストリートファイターII アニバーサリーエディション ヴァンパイア ダークストーカーズコレクション バリューパック | カプコン                               | カプコンによるバリューパック第2弾。 |
| 9月18日  | ハートの国のアリス                                                                                                   | プロトタイプ                           | PCゲームの移植版。 |
| 9月25日  | キン肉マン マッスルグランプリ2 特盛                                                                                  | バンダイナムコゲームス                 | キン肉マン29周年記念作品。 |
| 9月25日  | スーパーロボット大戦Z                                                                                                | バンダイナムコゲームス                 | スーパーロボット大戦シリーズの一作品。 |
| 9月25日  | 大戦略 大東亜興亡史 〜トラ・トラ・トラ ワレ奇襲ニ成功セリ〜                                                          | システムソフト・アルファー             | 大東亜戦争を題材としたシミュレーションゲーム |
| 9月25日  | トゥルーフォーチュン                                                                                                 | エンターブレイン                       | 占いを題材とした女性向け恋愛アドベンチャーゲーム |
| 9月25日  | 乃木坂春香の秘密 こすぷれ、はじめました♥                                                                             | アスキー・メディアワークス             | ライトノベル『乃木坂春香の秘密』のゲーム化。限定版あり |
| 9月25日  | Sugar+Spice! 〜あのこのステキな何もかも〜                                                                            | アルケミスト                           | PCゲームからの移植。限定版あり |
| 10月2日  | 真・三國無双5 Special                                                                                                | コーエー                               | PlayStation 3およびXbox 360版『真・三國無双5』に要素を追加した作品。 |
| 10月2日  | 実況パワフルメジャーリーグ3                                                                                          | コナミデジタルエンタテインメント       | 実況パワフルメジャーリーグシリーズ第3弾 |
| 10月2日  | カヌチ 白き翼の章 | アイディアファクトリー                 | 女性向け恋愛アドベンチャーゲーム 特別限定版あり、限定版あり |
| 10月9日  | 大都技研公式パチスロシミュレーター 24 -TWENTY FOUR-                                                                  | パオン                                 | パチスロ機『24 -TWENTY FOUR-』の実機シミュレータ |
| 10月9日  | 神代學園幻光録 クル・ヌ・ギ・ア                                                                                      | アイディアファクトリー                 | 大正時代と現代を舞台に妖魔たちとの戦いを描いたアドベンチャーゲーム |
| 10月9日  | スター・ウォーズ フォース アンリーシュド                                                                             | アクティビジョン                       | 映画『スター・ウォーズ エピソード3/シスの復讐』』と『スター・ウォーズ エピソード4/新たなる希望』の間に起きたジェダイ狩りを描いたアクションゲーム。                                            |
| 10月9日  | ギターヒーロー エアロスミス                                                                                          | アクティビジョン                       | ギターヒーロー3 専用ワイアレス レスポールコントローラ同梱セットあり |
| 10月9日  | ウィル・オ・ウィスプ 〜イースターの奇跡〜                                                                            | アイディアファクトリー                 | 『ウィル・オ・ウィスプ』のファンディスク ツインパックあり |
| 10月16日 | 機動戦士ガンダム00 ガンダムマイスターズ                                                                              | バンダイナムコゲームス                 | テレビアニメ『機動戦士ガンダム00』のゲーム化。 |
| 10月16日 | 白銀のソレイユ Contract to the Future 未来への契約                                                                   | ラッセル                               | PCゲームの移植版。初回限定版あり |
| 10月23日 | バロック INTERNATIONAL                                                                                               | スティング                             | 2007年に発売された『バロック』の内容を強化した廉価版。 |
| 10月23日 | デビルサマナー 葛葉ライドウ 対 アバドン王                                                                            | アトラス                               | 『デビルサマナー 葛葉ライドウ 対 超力兵団』の続編 Plusあり |
| 10月23日 | NBA ライブ 09 | エレクトロニック・アーツ               | NBA公認作品の一つで、日本版では日本のチームが登場する。 |
| 10月30日 | 夢見白書 〜second dream〜                                                                                            | プリンセスソフト                       | PCゲームの移植版。 限定版あり |
| 10月30日 | スカーレット 〜日常の境界線〜                                                                                        | 角川書店                               | PCゲームの移植版。DXパックあり |
| 10月30日 | サンダーフォースVI                                                                                                   | セガ                                   | |
| 11月6日  | レッスルエンジェルス サバイバー2                                                                                     | トライファースト                       | 『レッスルエンジェルス サバイバー』の続編 初回限定版あり |
| 11月6日  | ゼロの使い魔 迷子の終止符と幾千の交響曲                                                                              | マーベラスエンターテイメント           | PlayStataion2における『ゼロの使い魔』シリーズ第3弾 限定版あり |
| 11月13日 | メジャーリーグベースボール2K8                                                                                        | サイバーフロント                       | MLBの2008年度のデータを収録 |
| 11月20日 | 恋姫†夢想 〜ドキッ☆乙女だらけの三国志演義〜                                                                          | ヴューズ                               | PCゲームの移植版 初回限定版あり |
| 11月20日 | 恋する乙女と守護の楯 The Shield of AIGIS                                                                             | 加賀クリエイト                         | PCゲーム『恋する乙女と守護の楯 』の移植版。限定版あり |
| 11月20日 | 家庭教師ヒットマンREBORN! 禁断の闇のデルタ                                                                           | マーベラスエンターテイメント           | 漫画『家庭教師ヒットマンREBORN！』のゲーム化。 |
| 11月20日 | マーセナリーズ2 ワールド イン フレームス                                                                             | エレクトロニック・アーツ               | 『マーセナリーズ』の続編。 |
| 11月27日 | 萌え萌え2次大戦(略)☆デラックス                                                                                       | システムソフト・アルファー             | 兵器を美少女化したシミュレーションゲーム |
| 11月27日 | 純情ロマンチカ 〜恋のドキドキ大作戦〜                                                                                | マーベラスエンターテイメント           | ボーイズラブ漫画『純情ロマンチカ 』のゲーム化で、当初は2018年10月30日に発売が予定されていた。 限定版あり                                                                                      |
| 11月27日 | 紫の焔 | アイディアファクトリー                 | ボーイズラブ作品。 限定版あり |
| 11月27日 | モノクローム・ファクター cross road                                                                                  | 5pb.                                   | 漫画『モノクローム・ファクター』のゲーム化。限定版あり |
| 11月27日 | ナグザットソフト リーチマニア vol.1 CRギャラクシーエンジェル                                                         | 加賀クリエイト                         | 初回限定版あり |
| 12月4日  | リアルロデ | 角川書店                               | ゲームマニアの女子高生が、お気に入りのゲーム「ロデ」の中で冒険を繰り広げるアドベンチャーゲーム 限定版である「キラキラ☆ボックス」あり                                                          |
| 12月4日  | プロ野球スピリッツ5完全版                                                                                            | コナミデジタルエンタテインメント       | 『プロ野球スピリッツ5』の内容改良版 |
| 12月4日  | ドラゴンボールZ インフィニットワールド                                                                               | バンダイナムコゲームス                 | テレビアニメ『ドラゴンボールZ』のゲーム化であり、PlayuStation2用ソフトドラゴンボールZシリーズおよびPlayStation Portable用ソフトドラゴンボールZ 真武道会シリーズの集大成と位置付けられている。 |
| 12月18日 | 雪ん娘大旋風 〜さゆきとこゆきのひえひえ大騒動〜                                                                      | スターフィッシュ・エスディ             | 同名Wii用ソフトの移植版。 |
| 12月18日 | レゴ バットマン | アクティビジョン                       | 映画『バットマン』をレゴで表現した作品。 |
| 12月18日 | Fate/unlimited codes                                                                                                 | カプコン                               | 同名アーケードゲームの移植版。 SP-BOXあり |
| 12月18日 | ニード・フォー・スピード アンダーカバー                                                                              | エレクトロニック・アーツ               | 『ニード・フォー・スピード』シリーズの1作品。 |
| 12月18日 | ガンダム無双2 | バンダイナムコゲームス                 | 「ガンダム無双」の続編 |
| 12月18日 | beatmania IIDX 15 DJ TROOPERS                                                                                        | コナミデジタルエンタテインメント       | 同名アーケードゲームの移植版。 |
| 12月18日 | FIFA 09 ワールドクラス サッカー                                                                                      | エレクトロニック・アーツ               | FIFA公認のサッカーゲーム。 |
| 12月18日 | ADK魂 | SNKプレイモア                          | 『ニンジャマスターズ』ほかADKのアーケードゲーム5作品を収録。 |
| 12月18日 | 必勝パチンコ★パチスロ攻略シリーズ Vol.13 新世紀エヴァンゲリオン 〜約束の時〜                                         | ディースリー・パブリッシャー           | パチンコ『新世紀エヴァンゲリオン_〜約束の時〜』のシミュレーター。 |
| 12月25日 | ぱちんこ冬のソナタ2 パチってちょんまげ達人15                                                                         | 京楽産業ホールディングス               | 『CRぱちんこ冬のソナタ2』のシミュレーター。 |

## 2009年（全78タイトル）
| 発売日   | タイトル                                                                         | 発売元                           | 備考 |
| -------- | -------------------------------------------------------------------------------- | -------------------------------- | --- |
| 01月15日 | 神曲奏界ポリフォニカ THE BLACK                                                   | ビジュアルアーツ                 | 同名PCゲームの移植版。 |
| 01月22日 | Piaキャロットへようこそ!!G.P. 〜学園プリンセス〜                                 | グッドナビゲイト                 | 同名PCゲームの移植版。 限定版あり |
| 01月29日 | ソウルイーター バトルレゾナンス                                                  | バンダイナムコゲームス           | 漫画及びテレビアニメ『ソウルイーター』のゲーム化。 |
| 01月29日 | DanceDanceRevolution X                                                           | コナミデジタルエンタテインメント | Dance Dance Revolutionシリーズ10周年記念作品。 同日稼働開始した同名アーケードゲームとの連携要素あり。                                                     |
| 01月29日 | 遙かなる時空の中で 夢浮橋 Special                                                | コーエー                         | ニンテンドーDS用ソフト『遙かなる時空の中で 夢浮橋』の移植版に追加要素を付与。 トレジャーBOXおよびプレミアムBOXあり                                        |
| 01月29日 | 不確定世界の探偵紳士 〜悪行双麻の事件ファイル〜                                  | ヴューズ                         | PCゲーム『不確定世界の探偵紳士 Rebirth!』の移植版 限定版あり                                                                                              |
| 01月29日 | ワールドサッカー ウイニングイレブン 2009                                         | コナミデジタルエンタテインメント | ワールドサッカー ウイニングイレブン シリーズの1作品で、PlayStation Portable版とセーブデータを共有できる。                                                 |
| 02月12日 | 機動戦士ガンダム ギレンの野望 アクシズの脅威V                                    | バンダイナムコゲームス           | 『機動戦士ガンダム ギレンの野望 アクシズの脅威』の続編。                                                                                                  |
| 02月19日 | 新宿の狼                                                                         | スパイク                         | 元々はカプコンが販売を予定していたが、諸事情により中止となり、スパイクが引き継いだ。                                                                      |
| 02月19日 | セイクリッドブレイズ                                                             | フライト・プラン                 | 光の神と闇の神の戦いを描いたシミュレーションRPG。 |
| 02月26日 | キラ☆キラ 〜Rock'n'RollShow〜                                                    | プリンセスソフト                 | PCゲーム『キラ☆キラ』の移植版で、ロックバンドニューロティカが登場する新規シナリオが収録されている。限定版あり                                             |
| 02月26日 | Clear 〜新しい風の吹く丘で〜                                                     | ブロッコリー                     | PCゲームの移植版。限定版あり |
| 02月26日 | ザ・キング・オブ・ファイターズ 2002 アンリミテッドマッチ                         | SNKプレイモア                    | 『ザ・キング・オブ・ファイターズ 2002』のリメイク版。 |
| 03月05日 | スーパーロボット大戦Z スペシャルディスク                                         | バンダイナムコゲームス           | 『スーパーロボット大戦Z』の後日談をはじめとする追加シナリオ等を収録した作品で、スーパーロボット大戦シリーズとしては最後のPlayStation 2用ソフトである。    |
| 03月12日 | ギャラクシーエンジェルII 永劫回帰の刻                                            | ブロッコリー                     | ギャラクシーエンジェルIIシリーズ最終作 限定版あり |
| 03月19日 | アマガミ                                                                         | エンターブレイン                 | 『キミキス』の精神的続編 |
| 03月19日 | 実況パワフルプロ野球2009                                                         | コナミデジタルエンタテインメント | 実況パワフルプロ野球シリーズとしては最後のPlayStation 2用ソフト                                                                                           |
| 03月26日 | スロッターUPコア 巨人の星IV 青春群像編                                           | ドラス                           | パチスロ機『 巨人の星IV 青春群像編』のシミュレーター。 |
| 03月26日 | 戦国天下統一                                                                     | システムソフト・アルファー       | PCゲーム『天下統一V』の移植版。 |
| 03月26日 | 007 / 慰めの報酬                                                                 | スクウェア・エニックス           | 映画『007 慰めの報酬』およびその前作『007/カジノ・ロワイヤル』のゲーム化作品で、スクウェア・エニックスとアクティビジョン・ブリザードの提携第1弾にあたる。 |
| 03月26日 | トリガーハート エグゼリカ エンハンスド                                           | 加賀クリエイト                   | アーケードゲーム『トリガーハート エグゼリカ』の移植版。 限定版あり                                                                                        |
| 03月26日 | VitaminZ                                                                         | ディースリー・パブリッシャー     | 『VitaminX』の続編。限定版あり |
| 04月02日 | ウイニングポストワールド                                                         | コーエー                         | ウイニングポストシリーズの一つだが、ナンバリングタイトルとは異なる位置づけにある。                                                                        |
| 04月02日 | ヒャッコ よろずや事件簿!                                                         | 5pb.                             | 漫画『ヒャッコ』のゲーム化。 限定版あり |
| 04月09日 | すっごい!アルカナハート2                                                         | AQインタラクティブ               | アーケード用対戦型格闘ゲーム『アルカナハート2』の最新版の移植版。                                                                                         |
| 04月23日 | リトルアンカー                                                                   | ディースリー・パブリッシャー     | 資源が枯渇した未来を描いたアドベンチャーゲーム。限定版あり                                                                                                |
| 04月23日 | カヌチ 黒き翼の章                                                                | アイディアファクトリー           | 『カヌチ 白き翼の章』の姉妹作。限定版あり |
| 04月23日 | Tomb Raider: Underworld 〜トゥームレイダー: アンダーワールド〜                   | スパイク                         | トゥームレイダー第9作 |
| 04月29日 | 実況パワフルメジャーリーグ2009                                                   | コナミデジタルエンタテインメント | 実況パワフルプロ野球シリーズの派生作品で、メジャーリーグを題材としている                                                                                  |
| 04月29日 | ティル・ナ・ノーグ 〜悠久の仁〜                                                  | システムソフト・アルファー       | ケルト神話を中心とした北欧神話をモチーフとしたRPGで、PCゲーム『ティル・ナ・ローグV』の移植版。                                                            |
| 04月29日 | NHL 2K9（英語版）                                                                | スパイク                         | NHL公認のアイスホッケーゲーム。 |
| 04月29日 | D.C.I.F. 〜ダ・カーポ〜 イノセントフィナーレ                                     | ブロッコリー                     | OVA『D.C.I.F. 〜ダ・カーポ〜 イフ』の関連作品。限定版あり                                                                                                 |
| 04月30日 | 伯爵と妖精 〜夢と絆に想いを馳せて〜                                              | 5pb.                             | 19世紀のロンドンを舞台に、妖精と会話できる少女を主役とした女性向け恋愛アドベンチャーゲーム。限定版あり                                                    |
| 05月14日 | 楽勝!パチスロ宣言6 リオ2 クルージング ヴァナディース                             | テクモ                           | パチスロ機『Rio2 -クルージング・ヴァナディース-』のシミュレーター。                                                                                       |
| 05月14日 | アルコバレーノ!                                                                  | アイディアファクトリー           | イタリア料理の両人を目指す少女を主役とした女性向け恋愛アドベンチャーゲーム。限定版あり                                                                    |
| 05月28日 | SuperLite 2000 アドベンチャー アオイシロ                                         | サクセス                         | 『アオイシロ』のリマスター版。 |
| 05月28日 | 風色サーフ                                                                       | ラッセル                         | 第一次世界大戦直後を舞台とした女性向け恋愛アドベンチャーゲーム。限定版あり                                                                                |
| 05月28日 | スキップ・ビート!                                                                | 5pb.                             | 同名漫画のゲーム化。限定版あり |
| 06月04日 | ヱヴァンゲリヲン:序                                                              | バンダイナムコゲームス           | 同名アニメ映画およびテレビアニメ『新世紀エヴァンゲリオン』を再構築したゲーム作品。                                                                        |
| 06月25日 | Under The Moon〜クレセント〜                                                     | ウィル                           | PCゲームの移植版。限定版あり |
| 06月25日 | ワンド オブ フォーチュン                                                         | アイディアファクトリー           | 限定版あり |
| 06月25日 | ひめひび -New Princess Days!!- 続!二学期                                         | 拓洋興業                         | 『ひめひび -Princess Days-』の続編。 |
| 07月09日 | NLB 2K9(英語版)                                                                  | スパイク                         | MLB公認の野球ゲーム。 |
| 07月16日 | プロ野球スピリッツ6                                                              | コナミデジタルエンタテインメント | プロ野球スピリッツシリーズの1作品で、WBCモードが収録されている。                                                                                          |
| 07月23日 | ロザリオとバンパイア 恋と夢の狂想曲                                              | コンパイルハート                 | 漫画『ロザリオとパンパイア』のゲーム化。限定版あり |
| 07月30日 | 必勝パチンコ★パチスロ攻略シリーズ Vol.14 CR新世紀エヴァンゲリオン 〜最後のシ者〜 | ディースリー・パブリッシャー     | パチスロ機『CR新世紀エヴァンゲリオン 〜最後のシ者〜』のシミュレーター。限定版あり                                                                         |
| 07月30日 | つよきす2学期 −Swift Love−                                                       | revolution                       | PCゲーム『つよきす2学期』の移植版。限定版あり |
| 07月30日 | NUGA-CEL!                                                                        | アイディアファクトリー           | 脱衣要素のあるシミュレーションRPG。 限定版あり |
| 07月30日 | Lucian Bee's RESURRECTION SUPERNOVA                                              | Genterprise                      | 限定版あり |
| 08月06日 | 仮面ライダー クライマックスヒーローズ                                            | バンダイナムコゲームス           | 特撮番組『仮面ライダー』シリーズのうち、平成ライダーと呼ばれる作品群を題材としている。                                                                    |
| 08月06日 | SDガンダム ジージェネレーション ウォーズ                                         | バンダイナムコゲームス           | |
| 08月06日 | Jリーグ ウイニングイレブン2009 クラブチャンピオンシップ                          | コナミデジタルエンタテインメント | ウイニングイレブンシリーズの一作品で、ファンからの要望が多かった天皇杯モードが導入されている。                                                            |
| 08月20日 | L2 Love×Loop                                                                     | アイディアファクトリー           | 人間とロボットが戦う世界を舞台としたアドベンチャーゲーム。限定版あり                                                                                      |
| 08月20日 | MELTY BLOOD Actress Again                                                        | エコールソフトウェア             | 同名アーケードゲームからの移植版。限定版あり |
| 08月20日 | S.Y.K 〜新説西遊記〜                                                             | アイディアファクトリー           | 西遊記をモチーフとした女性向け恋愛アドベンチャーゲーム。限定版あり                                                                                        |
| 08月27日 | 薄桜鬼 随想録                                                                    | アイディアファクトリー           | 『薄桜鬼』のファンディスク 限定版あり |
| 08月27日 | 現代大戦略〜一触即発・軍事バランス崩壊〜                                         | システムソフト・アルファー       | 大戦略シリーズのうち、PCを初出とする作品群のシナリオに加え、新規シナリオを収録。                                                                          |
| 08月27日 | メモリーズオフ6 Next Relation                                                    | 5pb.                             | 『メモリーズオフ6 ～T-wave～』の続編。限定版あり |
| 09月03日 | Sweet HoneyComing                                                                | 角川書店                         | PCゲームの移植版。限定版あり |
| 09月17日 | 地獄少女 澪縁                                                                    | コンパイルハート                 | テレビアニメ『地獄少女 三鼎』のゲーム化。限定版あり |
| 09月17日 | ハチワンダイバー                                                                 | シルバースタージャパン           | 同名漫画のゲーム化。 |
| 09月17日 | Canvas3 〜淡色のパステル〜                                                       | GNソフトウェア                   | PCゲーム『Canvas3 白銀のポートレート』の移植版。限定版あり                                                                                                |
| 10月01日 | 緋色の欠片 愛蔵版                                                                | アイディアファクトリー           | 『緋色の欠片』（移植版の追加要素含む）とファンディスクのカップリング作品。限定版あり                                                                      |
| 10月01日 | 桃華月憚－光風の陵王－                                                           | 角川書店                         | PCゲームからの移植版限定版あり |
| 10月01日 | 真・翡翠の雫 緋色の欠片2                                                         | アイディアファクトリー           | 『翡翠の雫』のリメイク版で、アイデアファクトリーの女性向けゲームブランド「オトメイト」第1弾。 限定版あり                                                  |
| 10月01日 | ヒイロノカケラ 新玉依姫伝承                                                      | アイディアファクトリー           | 『緋色の欠片』の番外編。限定版あり |
| 10月01日 | お掃除戦隊くりーんきーぱーH(はいぱー)                                            | アイディアファクトリー           | Wii用ソフトの移植版。限定版あり |
| 10月15日 | スロッターUPマニア11 2027 VS 2027 II                                             | ドラス                           | パチスロ機『2027』と『2027 II』のシミュレーター。 |
| 10月15日 | beatmania IIDX 16 EMPRESS + PREMIUM BEST                                         | コナミデジタルエンタテインメント | アーケードゲーム『beatmania IIDX 16 EMPRESS』の移植版で、Beatmania IIDXシリーズにとって最後のPlayStation 2用ソフト。                                      |
| 10月22日 | FIFA10 ワールドクラスサッカー                                                    | エレクトロニック・アーツ         | FIFA公認のサッカーゲームの第10弾。 |
| 10月29日 | ナデプロ!! 〜キサマも声優やってみろ!〜                                           | ガンホー・ワークス               | 声優を題材としたアドベンチャーゲーム。限定版あり |
| 10月29日 | セキレイ 〜未来からのおくりもの〜                                                | 加賀クリエイト                   | 漫画『セキレイ』のゲーム化。 限定版あり |
| 11月12日 | 戦極姫 〜戦乱に舞う乙女達〜                                                      | ヴューズ                         | PCゲーム『戦極姫 -戦乱の世に焔立つ-』の移植版。 限定版あり                                                                                                |
| 11月12日 | プレイオンライン/ファイナルファンタジーXI ヴァナ・ディール コレクション2         | スクウェア・エニックス           | 『ファイナルファンタジーXI』の拡張ディスクのうち、『ジラートの幻影』から『アルタナの神兵』までの4本を収録。                                               |
| 11月19日 | 世界最強銀星囲碁講座                                                             | シルバースタージャパン           | 世界コンピュータ囲碁大会で6度の優勝を果たした思考エンジンを採用した囲碁ゲーム                                                                             |
| 12月10日 | ワールドサッカー ウイニングイレブン 2010                                         | コナミデジタルエンタテインメント | ウイニングイレブンの2009-2010シーズン対応作品。 |
| 12月17日 | デス・コネクション                                                               | アイディアファクトリー           | マフィアと死神を題材とした女性向け恋愛アドベンチャーゲーム。 限定版あり                                                                                   |
| 12月24日 | リトルバスターズ! Converted Edition                                              | プロトタイプ                     | PCゲーム『リトルバスターズ!』および『リトルバスターズ!EX』の移植版。                                                                                      |

## 2010年（全40タイトル）
| 発売日   | タイトル                                                           | 発売元                               | 備考 |
| -------- | ------------------------------------------------------------------ | ------------------------------------ | --- |
| 1月28日  | プリンセスラバー!〜Eternal Love For My Lady〜                      | ハピネット                           | PCゲーム『プリンセスラバー!』の移植版。限定版あり |
| 2月4日   | 萌え萌え2次大戦(略)2[chu〜♪]                                       | システムソフト・アルファー           | 萌え萌え2次大戦(略)シリーズ第2弾で、同時発売されたPlayStation Portable版とは異なるシナリオが収録されている。限定版あり                                                                     |
| 2月18日  | Last Escort -Club Katze-                                           | ディースリー・パブリッシャー         | ラスト・エスコートシリーズの一作品だが、従来作品とのつながりはない。 限定版あり |
| 2月25日  | 金色のコルダ3                                                      | コーエー                             | 『金色のコルダ2』の8年後を描いた作品。 トレジャーBOXおよびプレミアムBOXあり |
| 2月25日  | ワンド オブ フォーチュン 〜未来へのプロローグ〜                    | アイディアファクトリー               | 『ワンド オブ フォーチュン』のファンディスク。 限定版あり |
| 3月11日  | サモンナイトグランテーゼ 滅びの剣と約束の騎士                      | バンダイナムコゲームス               | バンダイナムコゲームスにとって最後のPlayStation 2用ソフト。限定版あり |
| 3月11日  | S.Y.K 〜蓮咲伝〜                                                   | アイディアファクトリー               | 『S.Y.K 〜新説西遊記〜』のファンディスク 。限定版あり |
| 3月25日  | サイレントヒル SILENT HILL -SHATTERED MEMORIES-                    | コナミデジタルエンタテインメント     | 『サイレントヒル』のリメイク 。 |
| 4月1日   | プロ野球スピリッツ2010                                             | コナミデジタルエンタテインメント     | プロ野球スピリッツシリーズにおいては最後のPlayStation 2用作品 。 |
| 4月2日   | Winning Post World 2010                                            | コーエー                             | 『ウイニングポストワールド』の内容強化版。当初は2010年3月25日に発売予定だったが、不具合が判明したため1週間遅れでの発売となった。                                                           |
| 4月15日  | クローバーの国のアリス                                             | プロトタイプ                         | 『ハートの国のアリス』の続編。 |
| 4月22日  | パチスロひぐらしのなく頃に祭                                       | 加賀クリエイト                       | 同名パチスロ機のシミュレーター。 |
| 4月28日  | カエル畑DEつかまえて☆彡                                            | 拓洋興業                             | 登場人物が呪いでカエルにされてしまう恋愛アドベンチャーゲーム。 |
| 4月28日  | ラブルートゼロ kisskisss☆ラビリンス                                | ディンプル                           | 携帯電話向け漫画作品のゲーム化。 限定版あり |
| 4月29日  | ef - a fairy tale of the two.                                      | ハピネット                           | PCゲーム2本をまとめた作品。 限定版あり |
| 5月20日  | ワールドサッカー ウイニングイレブン2010蒼き侍の挑戦                | コナミデジタルエンタテインメント     | 『ワールドサッカー ウイニングイレブン10』に追加モードを収録した作品。 |
| 5月20日  | LucianBee's -EVIL VIOLET-                                          | 5pb.                                 | 『Lucian Bee's RESURRECTION SUPERNOVA』のファンディスク。限定版あり |
| 5月20日  | LucianBee's -JUSTICE YELLOW-                                       | 5pb.                                 | 『Lucian Bee's RESURRECTION SUPERNOVA』のファンディスク。限定版あり |
| 5月27日  | ぱちんこ必殺仕事人III 祭りバージョン パチってちょんまげ達人16      | 京楽産業ホールディングス             | パチンコ機『ぱちんこ必殺仕事人III 祭りバージョ』のシミュレーター。 |
| 5月27日  | デザート・キングダム                                               | アイディアファクトリー               | 元魔神の人間を描いたアドベンチャーゲーム 限定版あり |
| 5月27日  | スズノネセブン！ 〜Rebirth knot〜                                  | 加賀クリエイト                       | PCゲーム『スズノネセブン！』の移植版 限定版あり |
| 5月27日  | ストライクウィッチーズ -あなたとできること A Little Peaceful Days- | ラッセル                             | テレビアニメおよび漫画『ストライクウィッチーズ』のゲーム化 限定版あり |
| 6月24日  | ザ・キング・オブ・ファイターズ2002 アンリミテッドマッチ 闘劇ver.   | SNKプレイモア                        | 2009年発売の『ザ・キング・オブ・ファイターズ2002 』の調整版であり、格闘ゲームイベント『闘劇'10』にも対応している。 また、ネオジオ版『ザ・キング・オブ・ファイターズ2002 』も収録している。 |
| 6月24日  | 猛獣使いと王子様                                                   | アイディアファクトリー               | 呪いで動物に変えられた王子と猛獣使いを目指す少女の恋を描いた乙女ゲーム。 限定版あり |
| 7月1日   | スカーレッドライダーゼクス                                         | レッド・エンタテインメント           | 謎の存在からの侵略が途絶えた世界を舞台とした恋愛アドベンチャーゲーム。 限定版あり |
| 7月8日   | 花と乙女に祝福を〜春風の贈り物〜                                   | 加賀クリエイト                       | PCゲーム『花と乙女に祝福を』の移植版 限定版あり |
| 7月29日  | 夏空のモノローグ                                                   | アイディアファクトリー               | タイムループを題材とした恋愛アドベンチャーゲームで、オトメイトモバイルで過去に配信されていた以前配信されていた連載小説「7月6日のモノローグ」がもとになっている。 限定版あり                |
| 8月5日   | Jリーグウイニングイレブン2010 クラブチャンピオンシップ             | コナミデジタルエンタテインメント     | ウイニングイレブンシリーズの1作品。 |
| 8月19日  | 真・マスターオブモンスターズ Final EX 〜無垢なる嘆き、天冥の災禍〜 | システムソフト・アルファー           | 北欧神話をモチーフとしたシミュレーションゲーム。 |
| 10月28日 | 裏切りは僕の名前を知っている -黄昏に堕ちた祈り-                    | 角川書店                             | 漫画『裏切りは僕の名前を知っている』のゲーム化 限定版あり |
| 10月28日 | 薄桜鬼 黎明録                                                      | アイディアファクトリー               | 新選組に引き取られた少年を描いた女性向け恋愛アドベンチャーゲーム 限定版あり |
| 11月11日 | 神曲奏界ポリフォニカ アフタースクール                              | プロトタイプ                         | 同名PCゲームの移植版。 |
| 11月18日 | ワールドサッカー ウイニングイレブン 2011                           | コナミデジタルエンタテインメント     | ウイニングイレブンシリーズの1作品で、南米のクラブによる大会コパ・リベルタドーレスが追加されている。                                                                                        |
| 11月25日 | CLOCK ZERO 〜終焉の一秒〜                                          | アイディアファクトリー               | 女子小学生を主人公に、作中での行動や課題の成果によって物語が変化するアドベンチャーゲーム。 限定版あり                                                                                      |
| 11月25日 | PANDORA 〜君の名前を僕は知る〜                                     | アイディアファクトリー               | 自らの遺伝子に秘められた暗号に翻弄される女性を描いたアドベンチャーゲーム。 限定版あり |
| 12月2日  | 戦極姫2・嵐〜百華、戦乱辰風の如く〜                                | システムソフト・アルファー           | 「戦極姫」シリーズの一作品で、当初は2010年10月28日に発売が予定されていた。限定版あり |
| 12月2日  | スロッターUPコア12 ピンポン                                        | ドラス                               | パチスロ機『ピンポン』のシミュレーター |
| 12月9日  | アーメン・ノワール                                                 | オトメイト（アイディアファクトリー） | 殺人のできないハンターを描いたアドベンチャーゲーム。 限定版あり |
| 12月16日 | クリムゾン・エンパイア                                             | QuinRose                             | 第2王子付きのメイド長が主を王位に導く様子を描いたアドベンチャーゲーム。 限定版あり |
| 12月28日 | カエル畑DEつかまえて・夏 千木良参戦！                              | TAKUYO                               | 『カエル畑DEつかまえて☆彡』のファンディスク |

## 2011年（全6タイトル）
| 発売日   | タイトル                                    | 発売元                           | 備考 |
| -------- | ------------------------------------------- | -------------------------------- | --- |
| 2月24日  | 猛獣使いと王子様 〜Snow Bride〜             | アイディアファクトリー           | 『猛獣使いと王子様』のファンディスク 限定版あり ツインパックあり                                                            |
| 3月31日  | エビコレ+ アマガミ                          | 角川ゲームス                     | 『アマガミ』の改良廉価（eb! collection plus）版。 オムニバスストーリー集「アマガミ-Various Artists- 0」を同梱した限定版あり |
| 6月16日  | 三国恋戦記〜オトメの兵法!〜                 | プロトタイプ                     | 同名PCゲームの移植版。 |
| 6月23日  | スカーレッドライダーゼクス-STARDUST LOVERS- | レッド・エンタテインメント       | 『スカーレッドライダーゼクス』のファンディスク。                                                                            |
| 11月3日  | ワールドサッカー ウイニングイレブン 2012    | コナミデジタルエンタテインメント | ウイニングイレブンシリーズの1作品。                                                                                         |
| 11月10日 | 真・恋姫†夢想 〜乙女繚乱☆三国志演義〜       | イエティ                         | PlayStation Portable用ソフト『真・恋姫†夢想』シリーズ3作品を移植。 限定版あり                                               |

## 2012年（全0タイトル）
| 発売日 | タイトル | 発売元 | 備考 |
| ------ | -------- | ------ | --- |
|        |          |        | 2012年は新規タイトル（すでに発売済みのPS2用ソフトが同梱されているセット商品や追加要素を含まない廉価版などは除く）が発売されなかった。 |

## 2013年（全1タイトル）
| 発売日  | タイトル                                  | 発売元                 | 備考 |
| ------- | ----------------------------------------- | ---------------------- | --- |
| 3月27日 | ファイナルファンタジーXI アドゥリンの魔境 | スクウェア・エニックス | オンラインゲーム『ファイナルファンタジーXI』の拡張ディスクで、最後のPS2用ソフトであった。2016年3月31日にサービス終了済み。 |

## 発売されなかったソフト
| 作品名                                                        | 発売元                                 | 備考 |
| ------------------------------------------------------------- | -------------------------------------- | --- |
| アクアノートの休日3                                           | アートディンク                         | |
| A列車で行こう2002                                             | アートディンク                         | アートディンクが2000年に発表した「A列車シリーズ構想」にて言及されており、インターネット上のマップ内の任意の地点から始める遊び方や協力プレイなどが予定されていた。                                                                     |
| A列車で行こう2003                                             | アートディンク                         | アートディンクが2000年に発表した「A列車シリーズ構想」にて言及されており、ネットワーク上のコミュニケーションを主体とするほか、「経済」の概念が導入される予定だった。                                                                   |
| ふるショットGOLF                                              | アートディンク                         | 2001年5月発売の『ゴルフルGOLF』の操作システム「ふるショットシステム」の導入作として、2001年12月6日に発売が予定されていた。 |
| おかお拝借♪とりこみ天国                                       | アイディアファクトリー                 | PictureParadiseに対応しており、ユーザの顔写真を取り込んだキャラクターによる対戦ができるとされていた。 |
| GUN=HEARTS（ガンハーツ）                                      | アイディアファクトリー                 | ニュースサイト・ASCIIが掲載した予約掲載リストによると、 2001年6月14日に発売される予定だった。 |
| フリントストーン ビバ!ロックベガス ハチャメチャカーレース     | アイディアファクトリー                 | 映画『フリントストーン2 ビバ・ロック・べガス』のゲーム化作品で、2001年3月の発売を予定していた。別売のマルチタップとコントローラによる4人までのマルチプレイ（画面分割）に対応していたほか、原作映画のDVDがゲームに付属する予定だった。 |
| コマンドス2（仮題）                                           | アイドス・インタラクティブ             | |
| ポンコツ浪漫大活劇バンピートロット2                           | アイレムソフトウェアエンジニアリング   | 『ポンコツ浪漫大活劇バンピートロット』の続編として2007年に発売される予定だった。その後PS3に移行したものの、2011年3月31日に開発中止が表明された。                                                                                      |
| レゴ インディ・ジョーンズ オリジナルアドベンチャー            | アクティビジョン                       | 2008年12月11日に発売予定だったが、2008年11月21日に発売中止が表明された。 |
| TRANSWORLD SURF                                               | アタリ                                 | |
| マークエコー                                                  | アタリ                                 | 東京ゲームショウ2005にて『マーク・エコー ゲッティング・アップ：コンテンツ・アンダー・プレッシャー』という題名で出展された。 |
| EX日本特急旅行ゲーム                                          | アトラス                               | 2004年に発売が予定されていた。 |
| コリン マクレー ラリー                                        | インターチャネル                       | 2006年冬に発売される予定だった。 |
| 好きなものは好きだからしょうがないじゃない!!                  | インターチャネル                       | |
| 斑霧                                                          | インターチャネル・ホロン               | キャラクターデザイナーの堀部秀郎の急逝により、2006年12月27日に発売中止が表明された。 なお、ゲーム内の素材の一部は『インタールード』（ベスト版）の初回受注限定版の特典として収録された。                                               |
| チキチキマシン猛レース〜ブラック魔王&ケンケン〜               | インフォグラムハドソン                 | |
| 3Dリアル・ドライブ                                            | ヴィアール・ワン                       | 1999年9月13日時点のソフトウェアラインナップに掲載されていた。 |
| 聖霊機ライブレードII                                          | ウィンキーソフト                       | 『聖霊機ライブレード』の続編となる予定だった。 |
| マーク・エコー                                                | AQインタラクティブ                     | 東京ゲームショウ2006にて『マーク・エコー ゲッティング・アップ〜コンテンツ・アンダー・プレッシャー〜』という題名で出展された。 |
| 峠のバトル                                                    | エクゼコ                               | 1999年9月13日時点のソフトウェアラインナップに掲載されていた。 |
| SNKスロットパニックVol.1                                      | SNKプレイモア                          | |
| KOFマキシマムインパクト レギュレーション"A"2                  | SNKプレイモア                          | 東京ゲームショウ2007にて出展された。 |
| エキゾチカ                                                    | エニックス                             | 1999年9月13日時点のソフトウェアラインナップに掲載されていた。 |
| ソネット                                                      | エニックス                             | 1999年9月13日時点のソフトウェアラインナップに掲載されていた。 |
| LEVEL DIVE - レベルダイヴ -                                   | エニックス                             | 2001年7月11日の報道機関向け発表会にて発表された。 |
| キャットウーマン                                              | エレクトロニック・アーツ               | 同名映画のゲーム化で、日本では2004年夏に発売される予定だった。 |
| タイガー・ウッズ PGA TOUR 2005（仮題）                        | エレクトロニック・アーツ               | 2004年7月15日にエレクトロニック・アーツ本社で開催された「EA Hot Summer Night」にて出展されていた。 |
| アローン・イン・ザ・ダーク -ザ・ニュー・ナイトメア-           | カプコン                               | 2002年春に発売が予定されていた。 |
| THE MAGICAL NINJA 児雷也見参!                                 | カプコン                               | キャラクターデザイナーに松下進を起用しており、2004年内に発売予定だった。 |
| クリスタルゾーン                                              | カルチャーブレーン                     | 雑誌「週刊ファミ通」669号（2001年10月12日）の新作スケジュール表掲載時点では発売日および供給媒体未定とされていた。 |
| 戦国麻雀「兵」                                                | カルチャーブレーン                     | 雑誌「週刊ファミ通」669号の新作スケジュール表掲載時点では発売日および供給媒体未定とされていた |
| ぬいベッツカフェ                                              | カルチャーブレーン                     | 雑誌「週刊ファミ通」669号の新作スケジュール表掲載時点では発売日および供給媒体未定とされていた |
| プリズム・ハート                                              | キッド                                 | DC版のみ発売 |
| 人類捜査☆桿ポニ エイリアンVSエイリアン                        | グローバル・A・エンタテインメント      | エイリアンとなって様々な時代へ行き、その時代の人々を操るアクションゲーム。 ファミ通の2004年10月31日時点の記事では2005年1月13日発売予定だった。                                                                                        |
| バットマン ダークトゥモロー                                   | ケムコ                                 | バットマン関連作品としては、初めて原作漫画をゲーム化した作品である。 GC版、Xbox版のみ発売。 |
| ゼルドナーシルト2                                             | コーエー                               | 雑誌「週刊ファミ通」669号の新作スケジュール表掲載時点では発売日および供給媒体未定とされていた |
| 幻星神ジャスティライザー（仮題）                              | コナミ                                 | 同名特撮番組に関連したゲーム作品で、番組の制作発表の場で公表された。 |
| Survival Zone 〜絶海の生存者たち〜                            | コナミ                                 | ソフトバンクの雑誌「週刊ザ・プレイステーション2」Vol.353（2003年10月10日号）に記事が掲載されていた。 |
| インターネットカラオケ（仮題）                                | サクセス                               | |
| ウォレスとグルミット（仮題）                                  | ジャレコ                               | 週刊ファミ通2004年4月23日号にて紹介されていたが、2005年12月に発売中止が表明された。 |
| 1オンIガヴァメント                                            | ジョルダン                             | 1999年9月13日時点のソフトウェアラインナップに掲載されていた。 また、雑誌「週刊ファミ通」669号の新作スケジュール表掲載時点では発売日未定であるものの、CD-ROMで発売する予定が記載されていた                                             |
| ファイナルファンタジーVII・VIII・IX                           | スクウェア                             | |
| ファイナルファンタジーX 派生バージョン リュック編（仮題）     | スクウェア                             | |
| アンブロシア オデッセイ                                       | スクウェア・エニックス                 | 2003年9月26日の東京ゲームショウ内で行われたスクウェア・エニックスのオンライン戦略説明会にて発表され、 2004年春にベータテストが行われる予定だった。                                                                                    |
| 奇々怪界2                                                     | スターフィッシュ                       | アーケードゲーム『奇々怪界』の続編として、2007年3月に発売される予定だった。後にWiiにて『雪ん娘大旋風 〜さゆきとこゆきのひえひえ大騒動〜』という題名で発売され2008年にPS2へ移植された。                                                |
| 新・中華大仙                                                  | スターフィッシュ                       | Wiiに移行 |
| エターナルアルカディア                                        | セガ                                   | 同名ドリームキャスト用ソフトの移植版。 2002年8月1日に発売中止が表明され、GC版が『エターナルアルカディア レジェンド』という題名で発売された。                                                                                          |
| GRAND HEAT                                                    | セガ                                   | 日本国外で発売された後、東京ゲームショウ2002に出展された。 |
| KOUMA/降魔                                                    | セガ                                   | 2002年7月1日の「サクラ大戦ワールド・プロジェクト」にて発表された。 |
| サクラ大戦物語 帝都編                                         | セガ                                   | 2002年7月1日の「サクラ大戦ワールド・プロジェクト」にて発表された。 |
| 桜姫錦絵巻                                                    | セガ                                   | 2002年7月1日の「サクラ大戦ワールド・プロジェクト」にて発表された。 |
| 実戦パチスロ必勝法! 北斗の拳 Plus 初回限定版                  | セガ                                   | 2005年2月24日の発売を予定していたが、同梱予定の特典物の一部に不良品が混在する恐れがあったという理由で2月15日に発売中止となった（なお、セガはゲームソフトそのものには不備はないとしている）。                                          |
| SEGA AEGS 2500シリーズ アレックスキッドのミラクルワールド     | セガ                                   | 同名セガ・マークIII用ソフトの移植版で、セガによる「2003年春商戦戦略発表会」では開発着手済みとして言及されていた。 |
| SEGA AEGS 2500シリーズ ファンタジースター〜千年紀のおわりに〜 | セガ                                   | 同名メガドライブ用ソフトの移植版で、セガによる「2003年春商戦戦略発表会」では開発予定として言及されていた |
| SEGA AEGS 2500シリーズ ベア・ナックル 怒りの鉄拳              | セガ                                   | 同名メガドライブ用ソフトの移植版で、セガによる「2003年春商戦戦略発表会」では開発着手済みとして言及されていた |
| Shinobi 2                                                     | セガ                                   | 『Shinobi』の続編であり、セガの奥成洋輔によるとセガのアメリカ法人の意向により開発中止となったという。 |
| ハンドレッド ソード                                           | セガ                                   | セガが2001年10月12日に行った発表会「CONSUMER CONFERENCE 2001」にて言及あり。 |
| 電線                                                          | ソニー・コンピュータエンタテインメント | 電線にぶら下がる少女を題材としたゲームで、東京ゲームショウ '99にてデモ画面が公開された。 |
| ラルク・アン・シエル                                          | ソニー・ミュージックエンタテインメント | 同名バンドを題材としたゲームで、2000年2月の「PLAYSTATION FESTIVAL 2000」にて発表された。 |
| ダーク エンジェル〜バンパイアの黙示録〜                       | ソフトマックス                         | 2002年4月25日に発売される予定だった。 |
| タンカー（仮題）                                              | タイタスジャパン                       | |
| マイルストーム（仮題）                                        | タイタスジャパン                       | |
| 楽園男子 〜ビースト・ハーレム〜                               | TAKUYO                                 | 同名少女漫画のゲーム化作品。 PS2版の発売延期状態が続いていたが、最終的にPSPソフトとして発売された。 |
| Little Aid2                                                   | TAKUYO                                 | 『Little Aid』の半年後を描いた続編で、最終的に『Panic Palette』という題名で発売された。 |
| Kunai                                                         | テクモ                                 | 1999年9月13日時点のソフトウェアラインナップに掲載されていた。 |
| ドラスロット（仮題）                                          | ドラート                               | |
| 徹萬 免許皆伝                                                 | ナグサット                             | 1999年9月13日時点のソフトウェアラインナップに掲載されていた。 |
| 風のクロノア3 伝説の神殿                                      | ナムコ                                 | |
| ルーンチェイサー                                              | ナムコ                                 | 東京ゲームショウ2004にて出展された。2005年に本作の開発素材をベースに『クリティカルベロシティ』という題名で発売された。 |
| BX（ビー・クロス）                                            | ハドソン                               | PS2全世界生産出荷累計2000万台突破に関するプレスリリース（2001年10月10日）では、 2002年春に発売予定である旨が記載されている。 |
| 天空のシンフォニア 〜大地に舞い降りた天使〜                   | ピアッチ                               | |
| World's End                                                   | プリンセスソフト                       | |
| スタートレック コンクエスト                                   | ベゼスタ・ソフトワークス               | ベゼスタ・ソフトワークスの親会社のゼニマックスが2004年に行った報道機関向け発表会にて発表された。 |
| 世界最強銀星囲碁7                                             | マグノリア                             | |
| ジオラマ戦線異状なし 〜ベルリンへの道〜                       | マリオネット                           | |
| MLBブラックフェスト2003                                       | ミッドウェイ・ゲームズ                 | 東京ゲームショウ2002出展時点では2003年春発売予定だった。 |
| ディフェンダー                                                | ミッドウェイ・ゲームズ                 | 東京ゲームショウ2002出展時点では2003年春発売予定だった。 |
| ヘイヴン：コール・オブ・ザ・キング                            | ミッドウェイ・ゲームズ                 | 東京ゲームショウ2002出展時点では2003年春発売予定だった。 |
| モータルコンバット デッドリーアライアンス                     | ミッドウェイ・ゲームズ                 | 東京ゲームショウ2002にて出展されていたものの、最終的には日本国外のみでの発売となった。 |
| 新感覚アドベンチャー（仮題）                                  | メディアワークス                       | |
| 山佐Degiワールドシリーズ 祭の達人 ウィンちゃんの夏祭り        | ヤマサエンタテインメント               | |
| バットマン外伝〜復讐の誓い〜                                  | UBIソフト                              | 2002年4月に発売が予定されていた。 |
| ワールド・ネバーランド3（仮題）                               | リバーヒルソフト                       | 1999年9月13日時点のソフトウェアラインナップに掲載されていた。 |
| TECMO SPORTS 爆烈キング                                       | テクモ                                 | EyeToy専用ソフト 東京ゲームショウ2004内で行われた新作発表会にて公開された。 |